# Protokół mikcji
Protokół mikcji – proces obserwacji i dokumentowania indywidualnego rytmu oddawania moczu przez pacjenta w procesie diagnostyki i leczenia nietrzymania moczu. 
Protokół (sporządzany na różne sposoby) jest jednym z kroków w procesie leczniczym, następującym po anamnezie. Poprzedza natomiast właściwy trening trzymania moczu. Miarodajne wyniki daje protokół sporządzany systematycznie przez co najmniej dwa tygodnie. 
Protokół pozwala zaobserwować kiedy dany pacjent oddaje mocz w sposób kontrolowany, a kiedy zdarza się to mimowolnie (najczęstsze rubryki to: godziny, kontrola lub jej brak, przyjęte płyny i środki farmakologiczne, uwagi). Sporządzenie mapy cyklu regularności obu tych rodzajów wypróżnień pomaga w odpowiedni sposób zareagować terapeutycznie.
Zależnie od stanu pacjenta (najczęściej są to ludzie starsi) protokół sporządzany jest samodzielnie przez zainteresowanego lub z pomocą opiekuna czy terapeuty. Samodzielność i samoobserwacja sprawia, że pacjent ma poczucie, że sam podejmuje działania celem rozwiązania swoich problemów, co wpływa korzystnie na jego ogólny dobrostan, w tym sferę psychiczną.